# Potamornis
Potamornis es un género extinto de ave que vivió a finales de la época del Maastrichtiense durante el período Cretácico. Sus restos escasos fueron hallados en la Formación Lance en Buck Creek (Indiana), Estados Unidos, y posibles restos adicionales fueron hallados en la parte superior de la Formación Hell Creek de Montana, que data de la época del Daniense del período Paleógeno, aunque estos pueden haber sido reelaborados. Solo se ha nombrado y descrito una especie, en 2001: Potamornis skutchi.
Esta es casi con certeza un miembro de los Hesperornithes, las pesadas y dentadas aves no voladoras de los mares mesozoicos. Sus relaciones sin embargo no son del todo claras; el hueso cuadrado es único en algunos aspectos pero aparentemente comparte más apomorfias con la familia Hesperornithidae —los Hesperornithes "típicos"— en los análisis cladísticos. En consecuencia, podría ser considerado como un hesperornítido fósil con una especialización alimenticia diferente. Aunque era de constitución pesada como muchas aves buceadoras (voladoras y no voladoras), su peso era de quizás 1.5 o 2 kilogramos. Esto indica la posibilidad de que los Hesperornithes no solo incluyeran miembros voladores (véase Enaliornis), sino que algunos linajes de estos pudieran haber evolucionado a una condición no voladora independientemente.

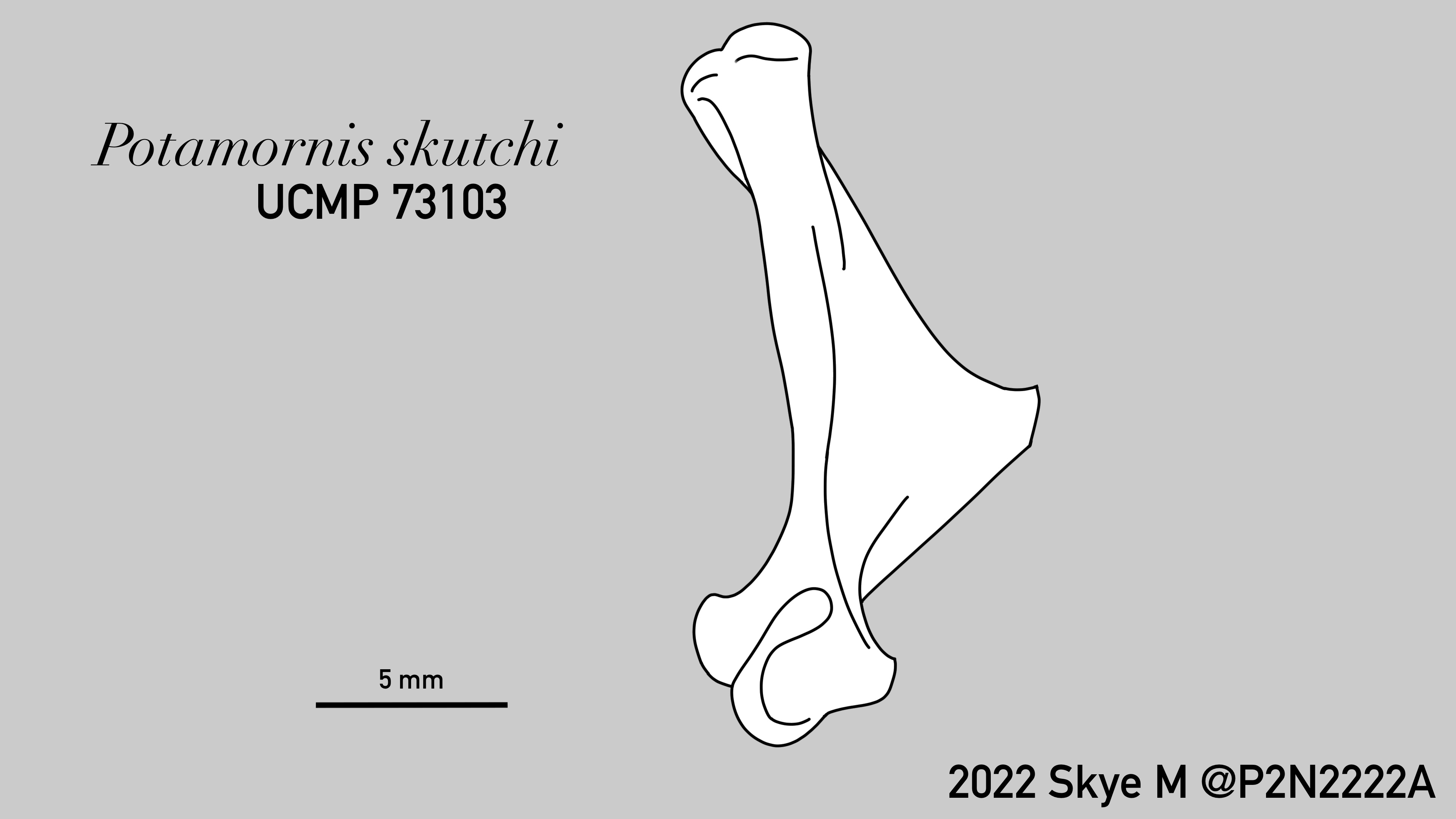
Holotipo de Potamornis (UCMP 73103).